# Armada 2023
L'Armada de Rouen de 2023 est la huitième édition de l'Armada de Rouen, elle s'est déroulée du 8 au 18 juin 2023 sur les quais de Seine à Rouen.
Organisée habituellement tous les cinq ans sur les quais de la Seine au cœur de Rouen, l'Armada est un rassemblement de grands voiliers, bateaux et navires militaires. C'est un des plus importants événements du monde de la mer.

## Bateaux inscrits à l'Armada

### Voiliers
Navire-école :
- Atyla, goélette à hunier (1984) Fundación Barco Escuela Atyla  Espagne
- Bima Suci, (2017) Marine indonésienne  Indonésie
- Capitán Miranda, (1930) Marine uruguayenne  Uruguay
- ARM Cuauhtémoc (BE-01), (1982) Marine nationale mexicaine  Mexique
- Dar Młodzieży, trois-mâts carré (1981)  Marine polonaise  Pologne
- Morgenster, Brick (1919) Frisian Sailing Company  Pays-Bas
- Statsraad Lehmkuhl, (1914) Marine royale norvégienne  Norvège
- Urania, ketch-marconi (2004) Marine royale néerlandaise  Pays-Bas

Réplique de bateau :
- El Galeón, galion (2010)  Espagne
- Étoile du Roy, frégate corsaire (1997)  France
- Le Renard, bateau corsaire (1991)  France
- Nao Victoria, caraque  Espagne
- Shtandart, frégate russe (1999)  Russie
- Vera Cruz, caravelle (2000)  Portugal

Grand Voilier et Vieux Grément :
- Atlantis, trois-mâts goélette (1906)  Pays-Bas
- Bel Espoir II, goélette à trois mâts (1944)  France  Classé MH (1993)
- Belem, trois-mâts barque (1896)  France  Classé MH (1984)
- Charles Marie, cotre aurique (1932)  France BIP
- Étoile Molène, dundee thonier (1954)  France
- Joanna Saturna, goélette à hunier (1903)  Finlande
- JR Tolkien, goélette à hunier (1964)  Pays-Bas
- La Licorne, goélette à trois mâts (1907)  France BIP
- La Nébuleuse, dundee (1949)  France
- La Recouvrance, goélette à hunier (1991)  France
- Le Français, trois-mâts barque (1948)  France
- Marité, trois-mâts goélette (1921)  France
- Pascual Flores, paillebot (1917)  Espagne [2]
- Ring Andersen, ketch (1948)  France BIP
- Santa Maria Manuela, goélette à quatre-mâts (1937)  Portugal
- Tante Fine, dundee (1961)  France
- Thalassa, trois-mâts goélette (1980)  Pays-Bas

### Galerie

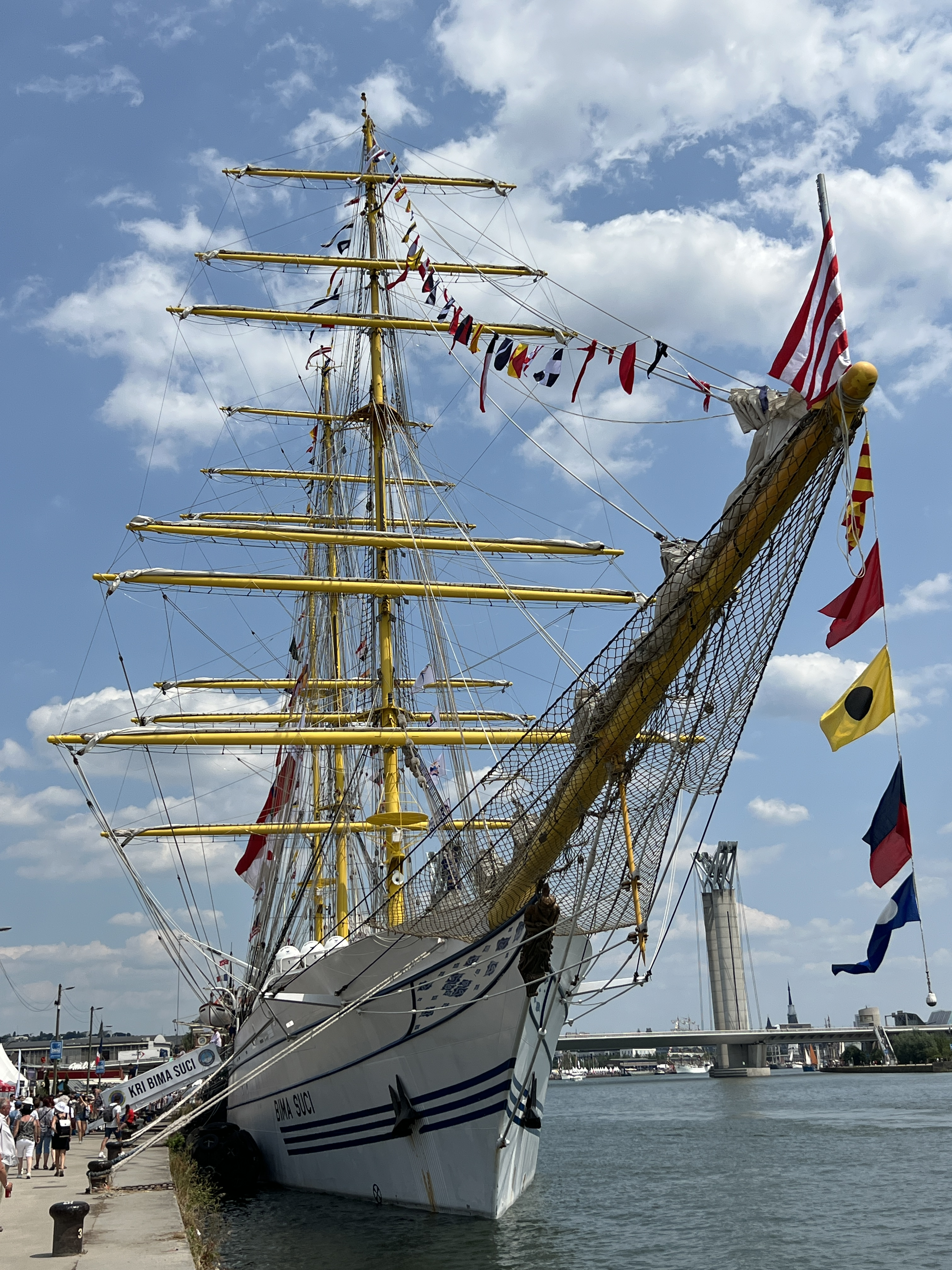
Bima Suci à Armada
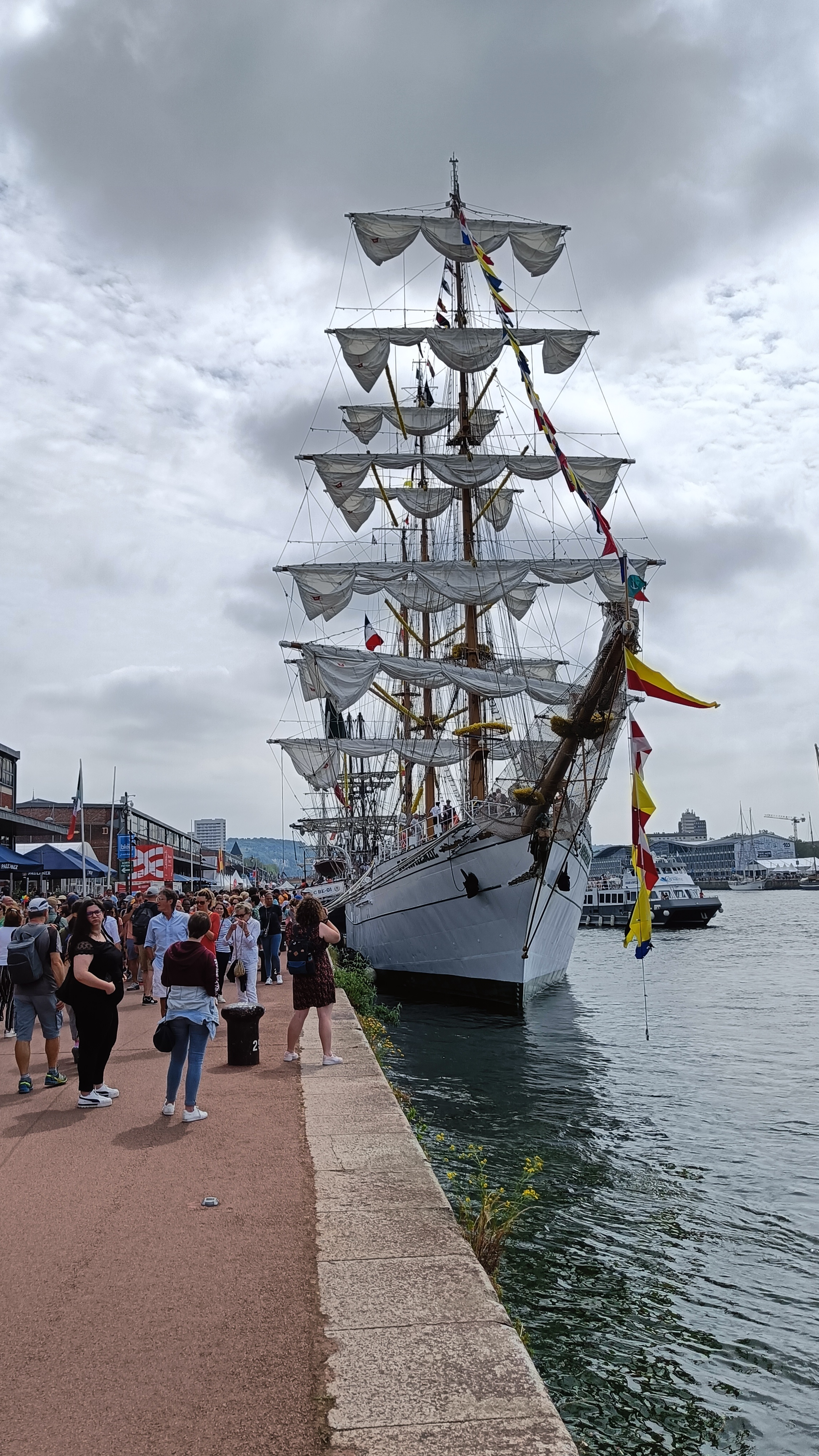
Le voilier mexicain Cuauhtémoc à l'Armada 2023
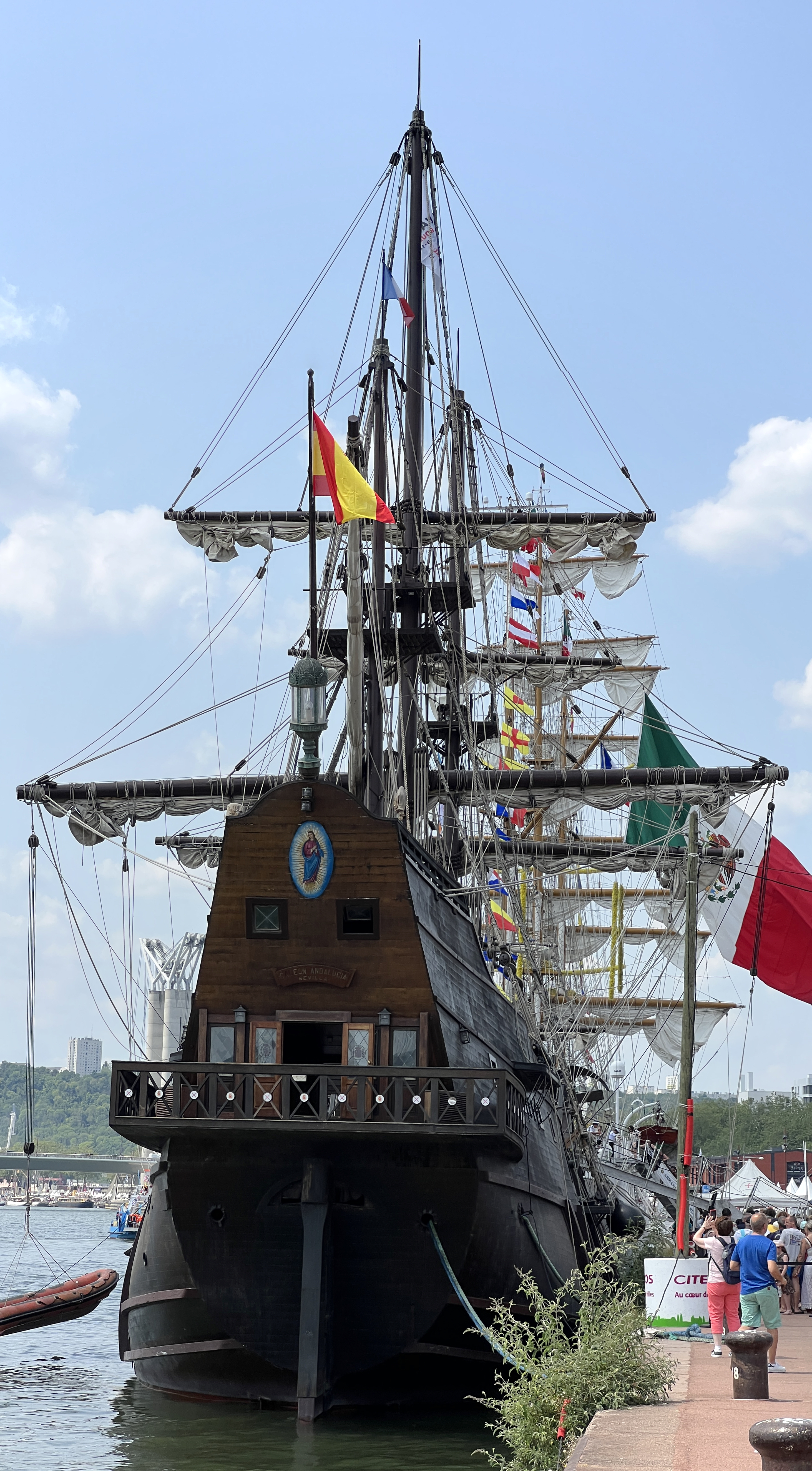
El Galeon à Armada 2023
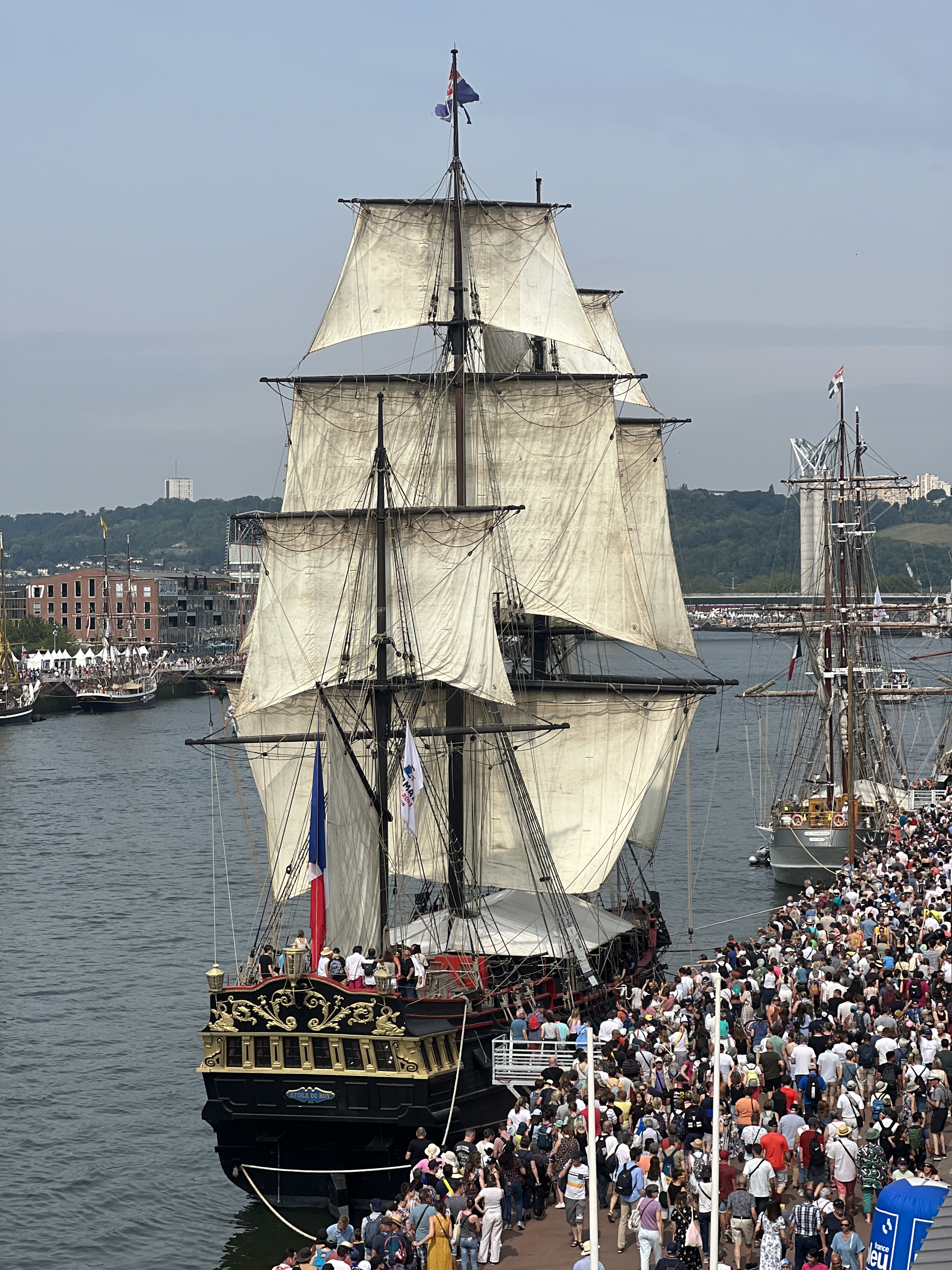
Etoile du Roy à Armada 2023
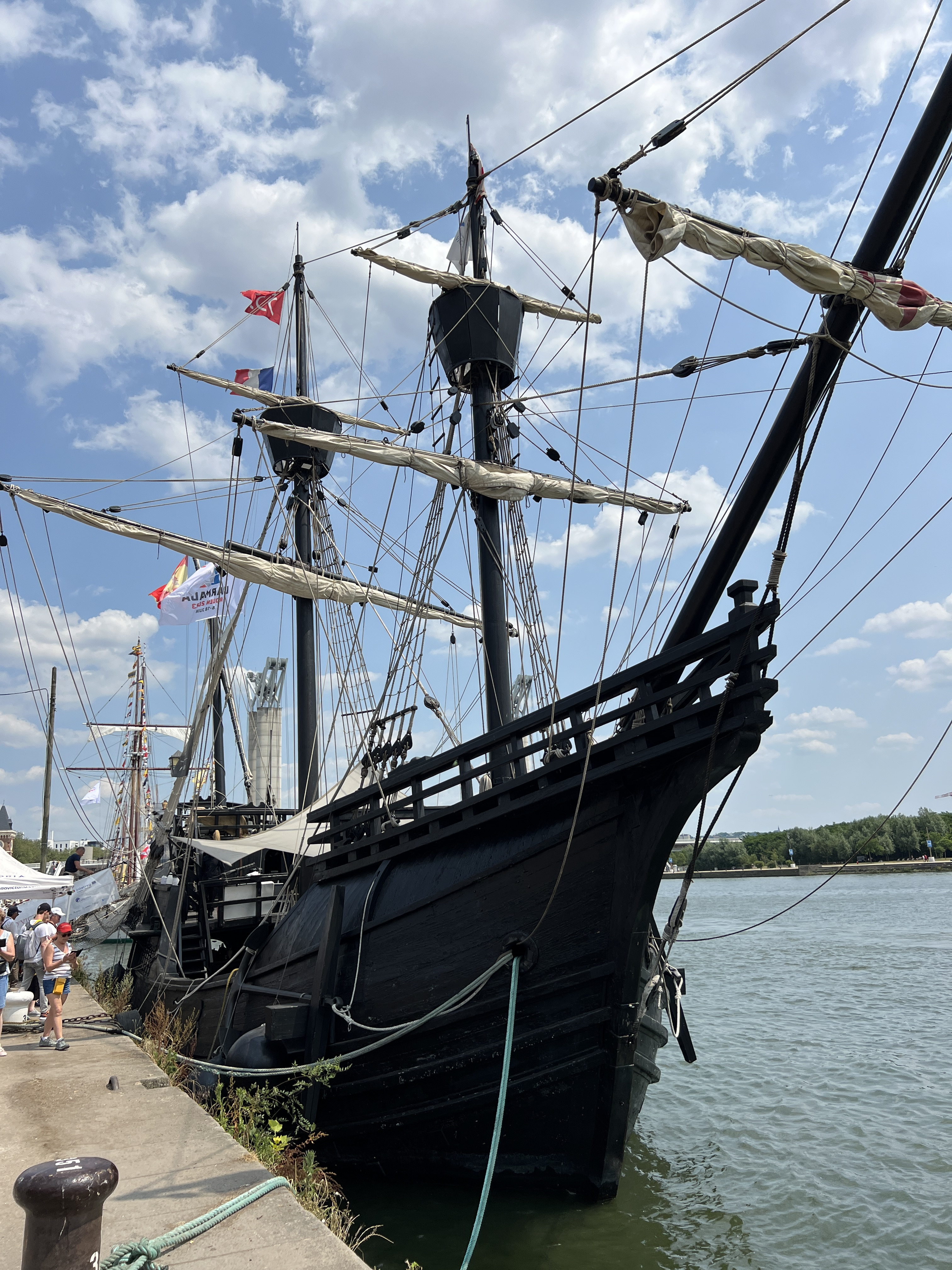
Nao Victoria à Armada 2023
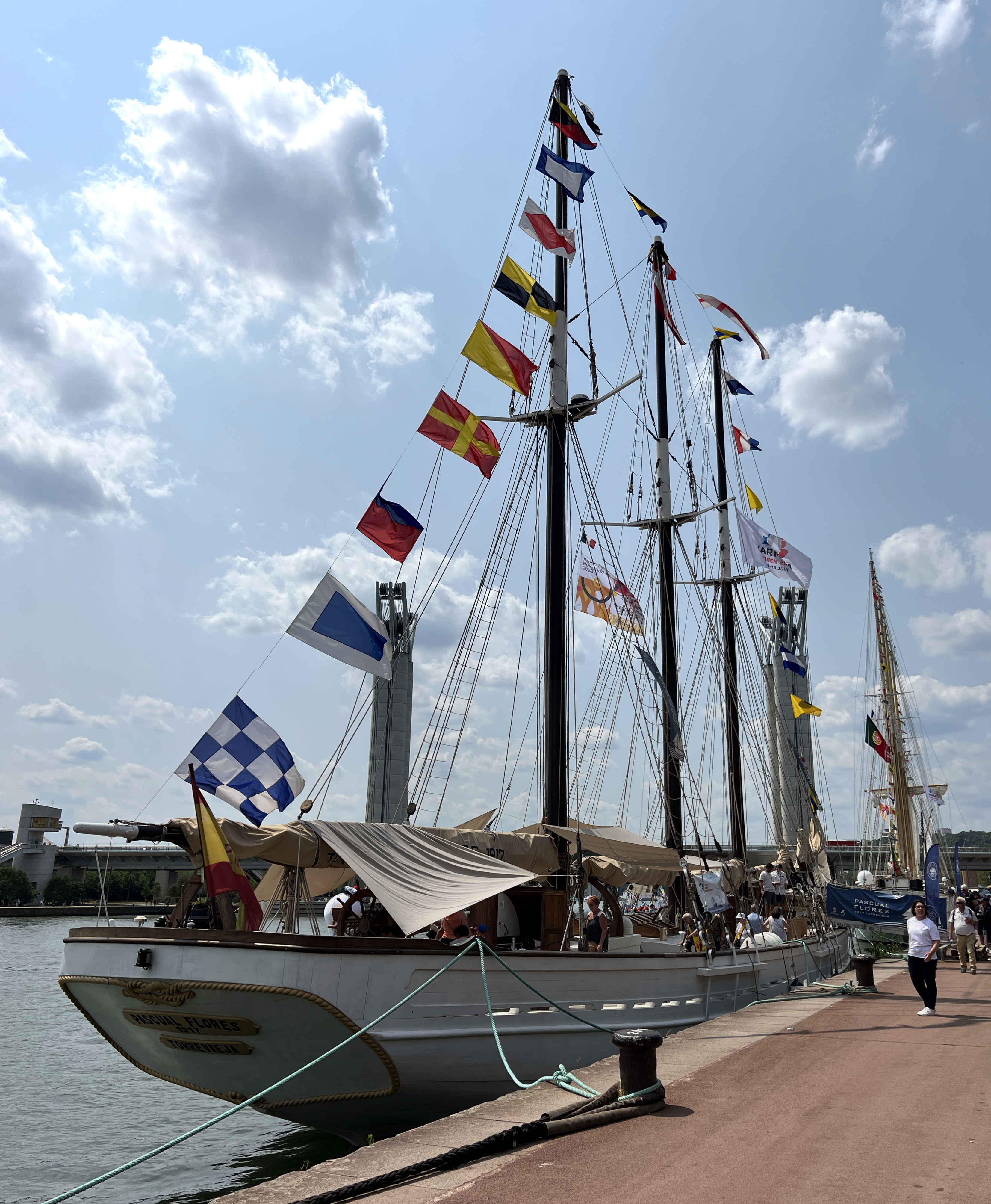
Paxcual Flores à Armada 2023
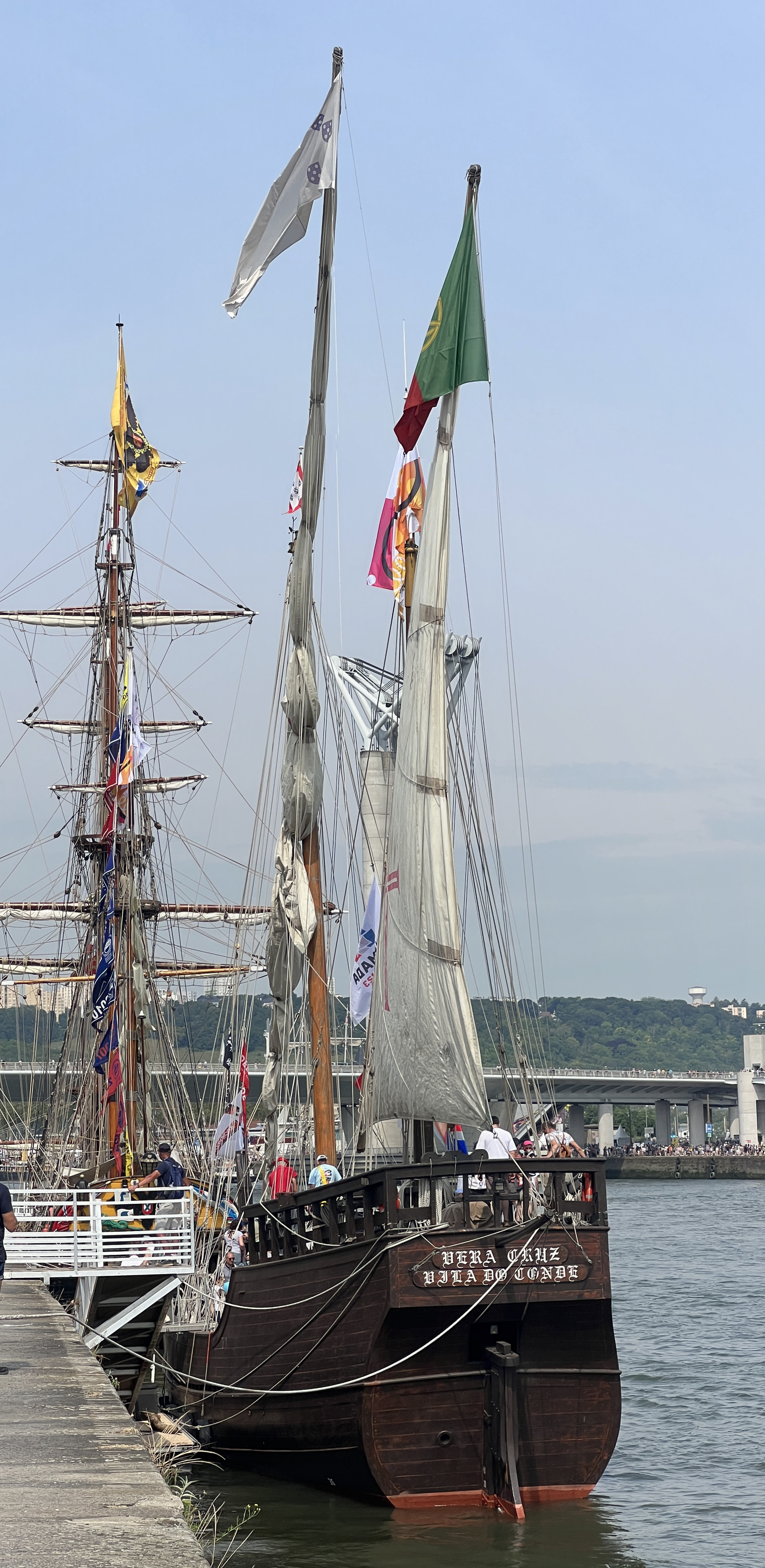
VeraCruz à Armada 2023

### Navires militaires
Marine nationale (France) :
- Belle Poule (1932)  France
- Étoile (1932)  France
- Mutin (1927)  France
- Flamant (P676)  France
- Normandie (D651)  France

Garde-Côtes des douanes françaises :
- Jacques Oudart Fourmentin (DF P1)  France

Affaires maritimes :
- Jeanne Barret (PM43)  France

Marine Belge :
- Crocus (M917)  Belgique
- Lobelia (M921)  Belgique

### Autres Navires
- Canopée, cargo à voiles (2022)  France [3]
- Hydrograaf, bateau à vapeur (1910)  Pays-Bas

### Galerie

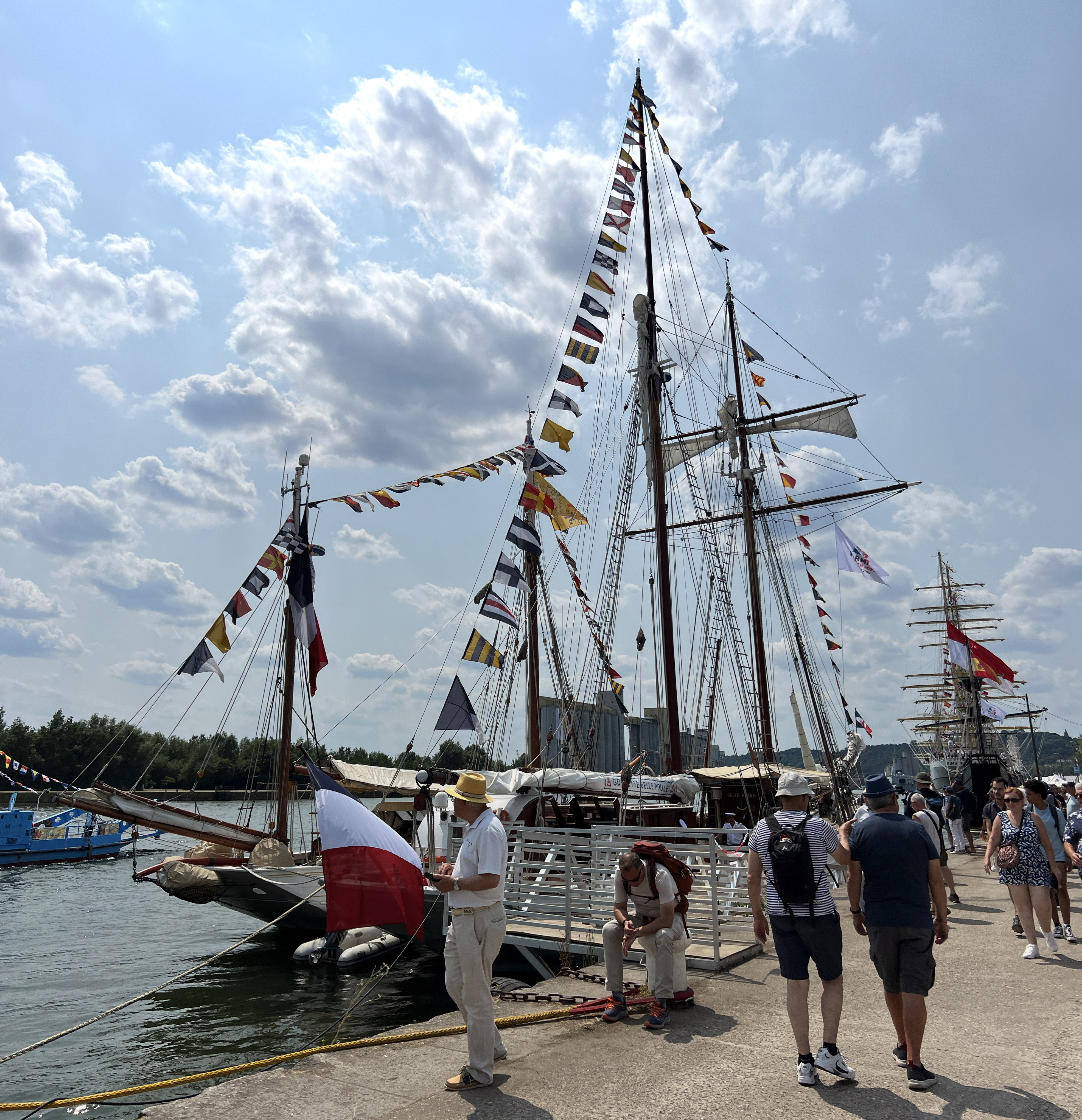
Belle Poule
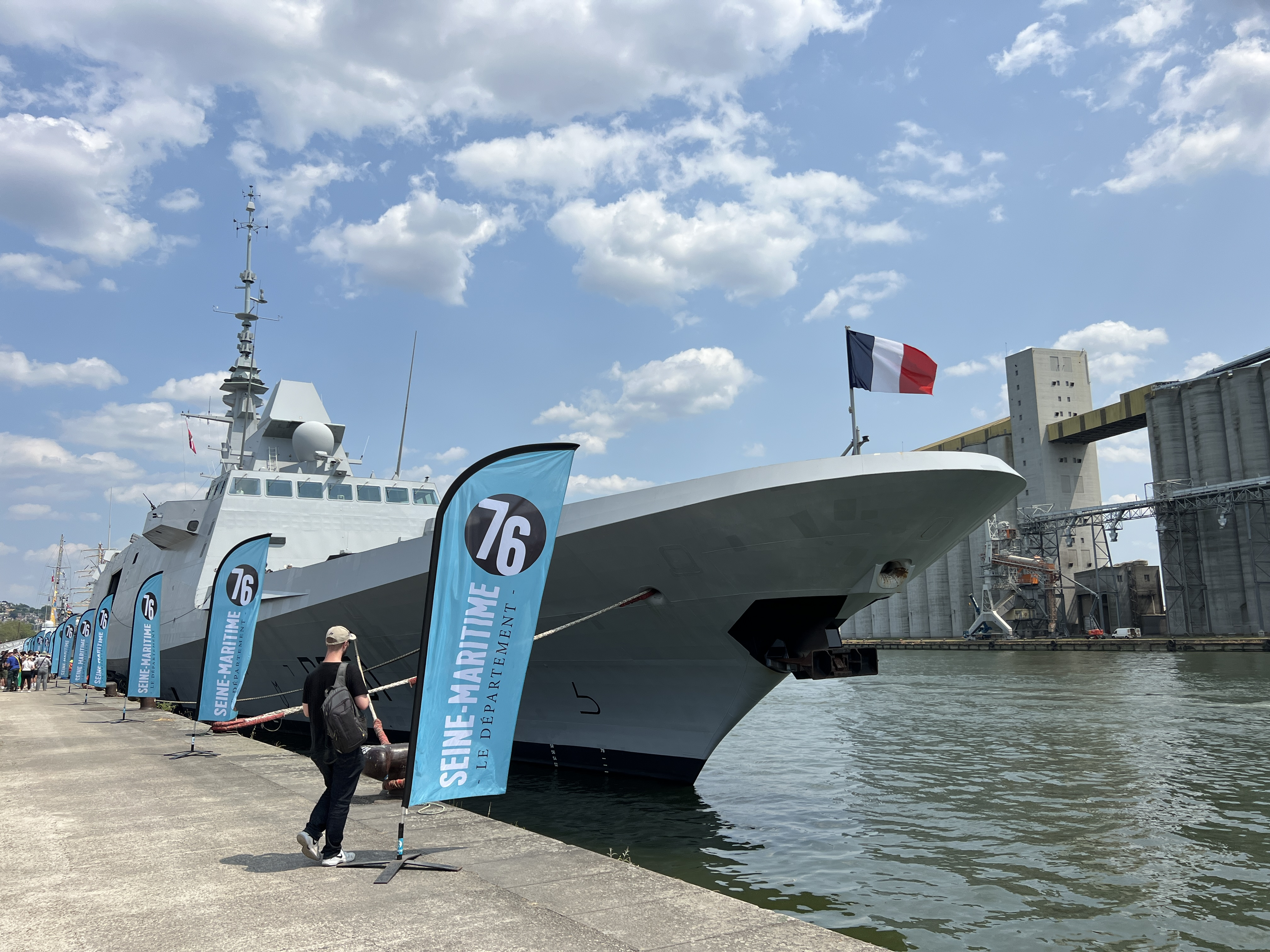
Normandie
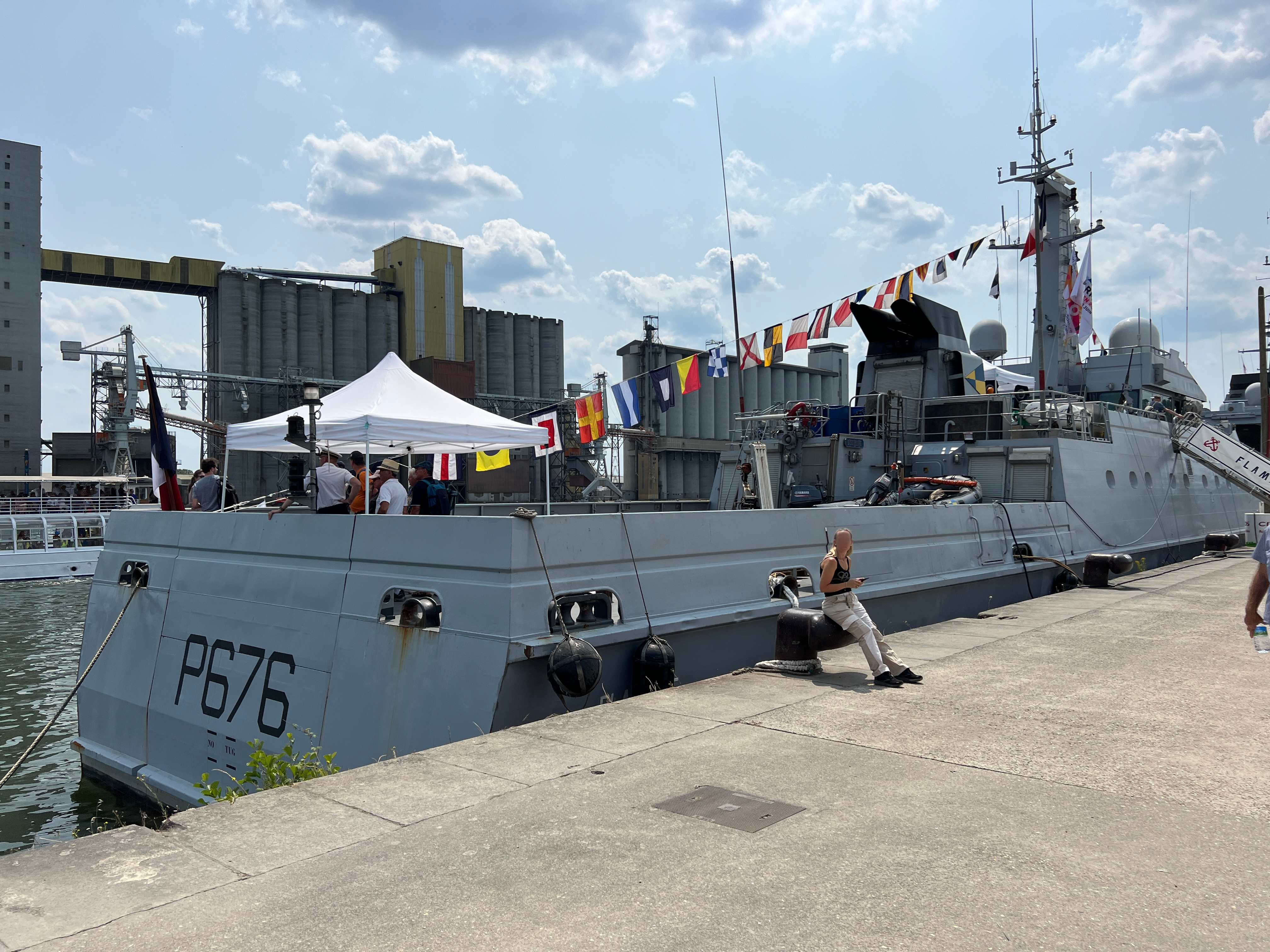
Flamant
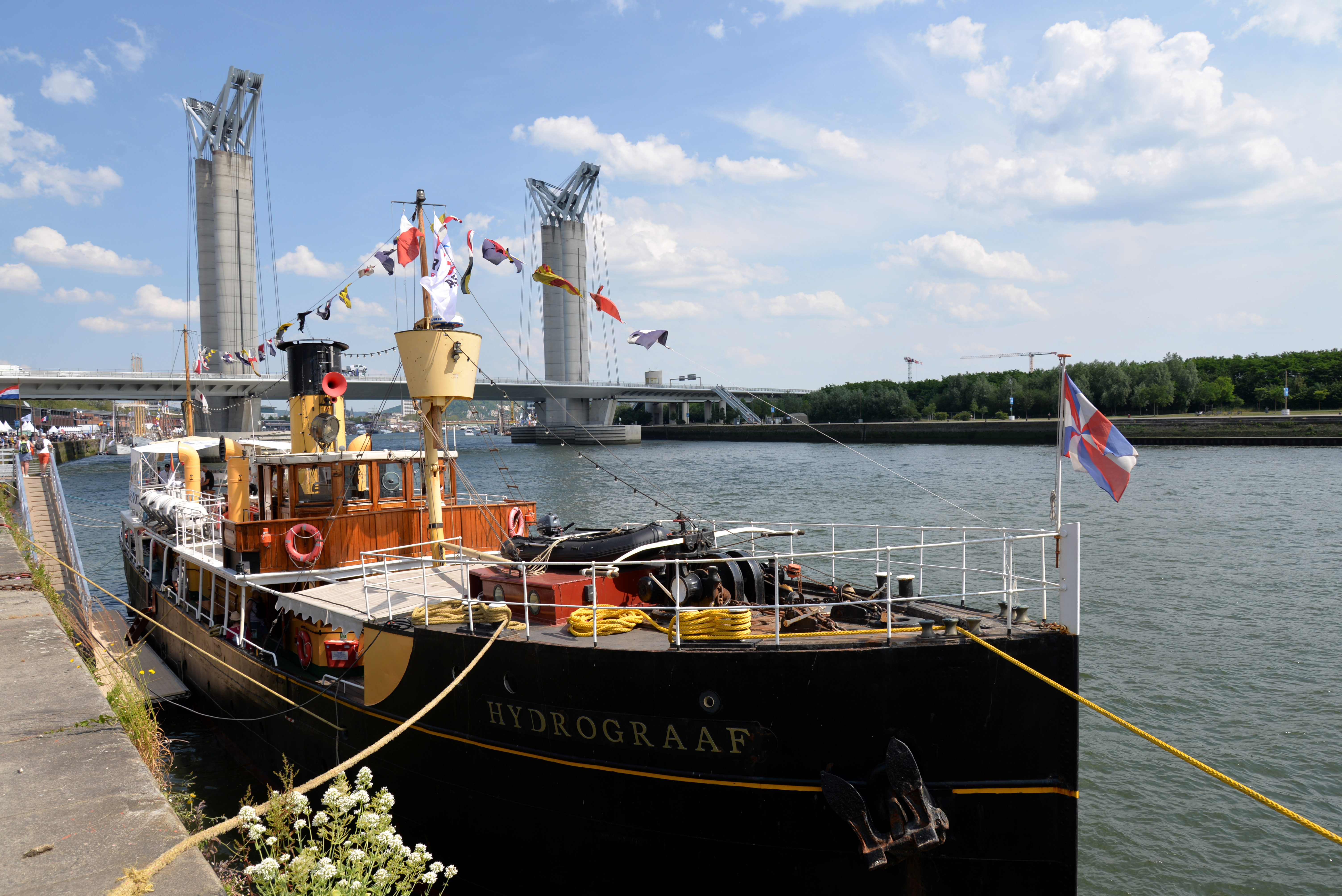
Hydrograaf
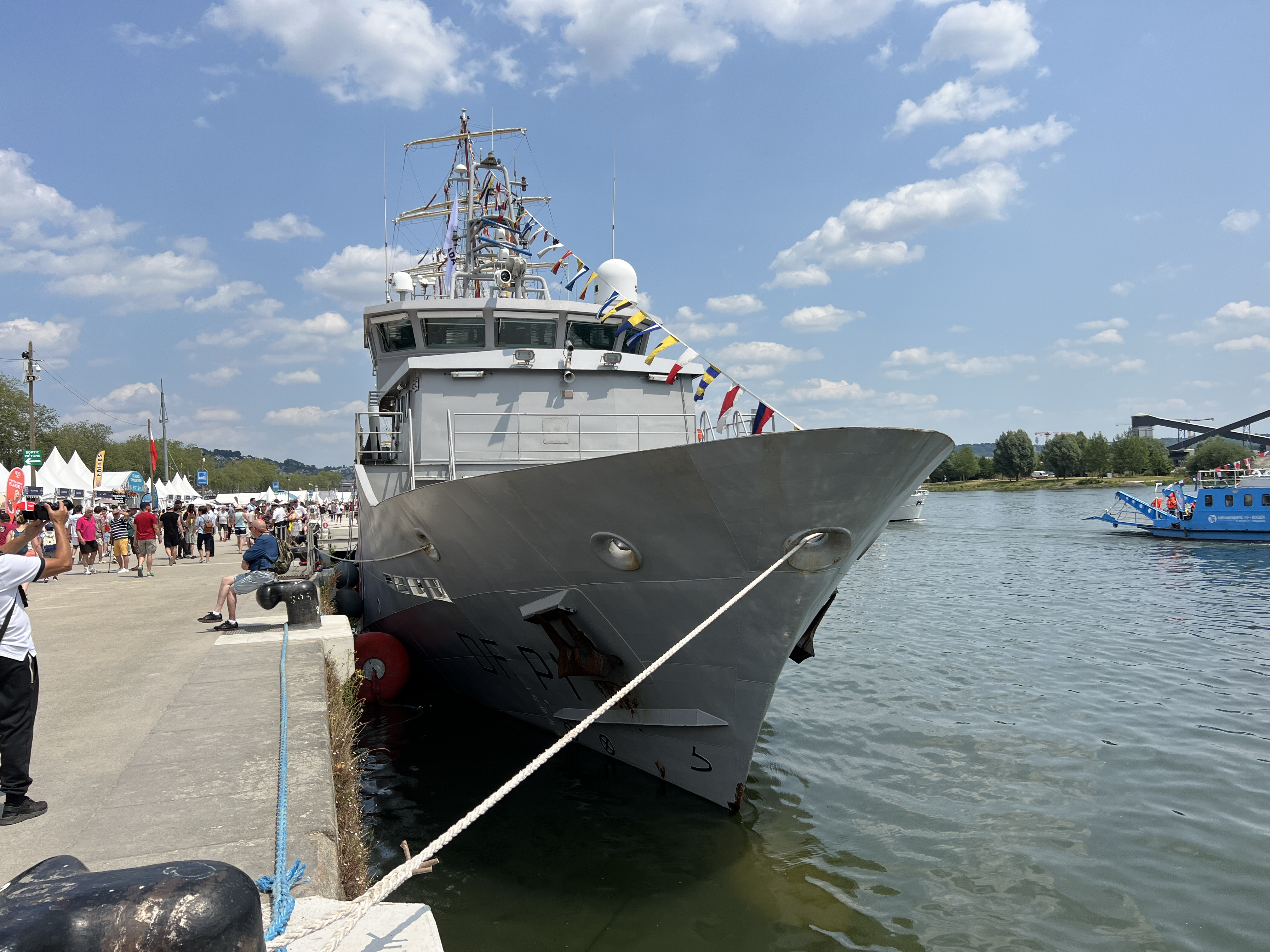
Jacques Oudart Fromentin
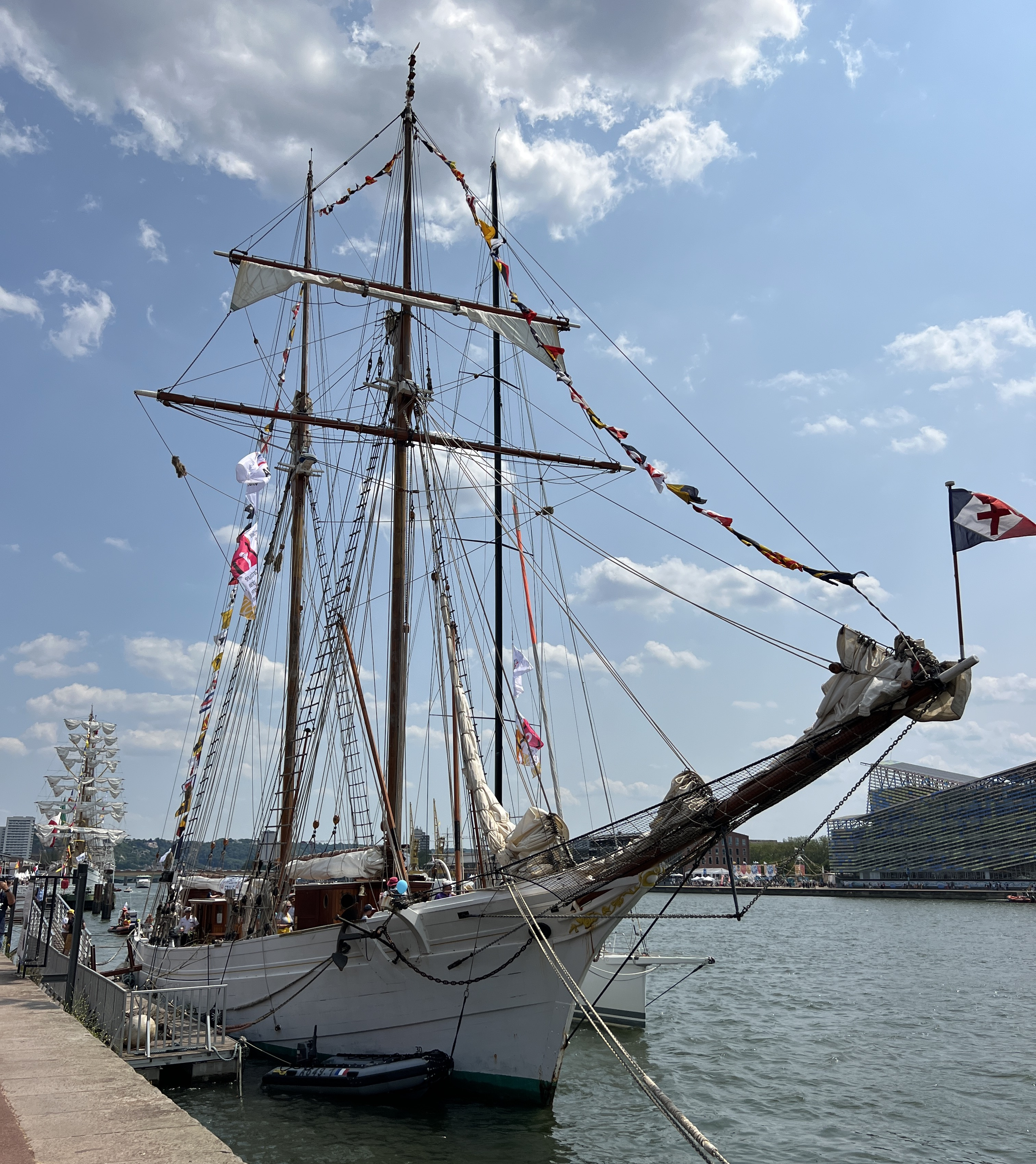
Etoile

## Concerts
Les Concerts de la Région, organisés par le conseil régional de Normandie, sont proposés gratuitement tous les soirs pendant l'Armada.
- 9 juin : Annabella Hawk, Che Sudaka, Deluxe
- 10 juin : Adelys, Captain Sparks & Royal Company, Jenifer, Petit Biscuit
- 11 juin : Just Alone, Lady Arlette, Couleur Terre, La Rue Ketanou, Tryo
- 13 juin : Meg, Hot Rod 56, D-Day Ladies
- 14 juin : Oceng Oryema, Issara, Earth Wind & Fire Experience By Al McKay
- 15 juin : Bad Bad Bird, We Hate You Please Die, Trust
- 16 juin : The Songwritters, Amir, Lotti, Black M
- 17 juin : Five, Medine, Amel Bent, The Avener